# Torneo WTA de Lyon 2020
El Open 6ème Sens - Métropole de Lyon 2020 fue un torneo de tenis femenino jugado en cancha dura bajo techo. Fue la 1.ª edición del Open 6ème Sens - Métropole de Lyon, un torneo WTA International. Se llevó a cabo en el Palais des Sports de Gerland en Lyon (Francia), del 2 al 8 de marzo.

## Distribución de puntos
| Modalidad           | Campeona | Finalista | Semifinales | Cuartos de final | 2ª ronda | 1ª ronda | Clasificadas | 2ª ronda de clasificación | 1ª ronda de clasificación |
| Individual femenino | 280      | 180       | 110         | 60               | 30       | 1        | 18           | 12                        | 1                         |
| Dobles femenino     | 280      | 180       | 110         | 60               | 1        | -        | -            | -                         | -                         |

## Cabezas de serie

### Individuales femenino
| Tenista             | Ranking | Preclasificada |
| Sofia Kenin         | 5       | 1              |
| Kristina Mladenovic | 39      | 2              |
| Caroline Garcia     | 47      | 3              |
| Alizé Cornet        | 58      | 4              |
| Alison Van Uytvanck | 62      | 5              |
| Jil Teichmann       | 66      | 6              |
| Daria Kasátkina     | 73      | 7              |
| Viktória Kužmová    | 85      | 8              |

- Ranking del 24 de febrero de 2020.

### Dobles femenino
| Tenista                              | Ranking | Preclasificada |
| Anna-Lena Friedsam Mandy Minella     | 141     | 1              |
| Aleksandra Krunić Katarina Srebotnik | 143     | 2              |
| Oksana Kaláshnikova Valeria Savinykh | 181     | 3              |
| Ioana Raluca Olaru Andreea Mitu      | 211     | 4              |

## Campeonas

### Individual femenino
Sofia Kenin venció a  Anna-Lena Friedsam por 6-2, 4-6, 6-4

### Dobles femenino
Laura Ioana Paar /  Julia Wachaczyk vencieron a  Lesley Kerkhove /  Bibiane Schoofs por 7-5, 6-4